# Tuyserkan
Tuyserkan  (farsi تويسركان), capoluogo dell'omonimo shahrestān nella provincia di Hamadan, si trova circa 30 km a sud di Hamadan, in Iran.
È un importante centro di produzione di noci di ottima qualità, e inoltre di prugne, mandorle e sumaq (sumac). Una specialità di Tuyserkan è il Noghl-e Chai (bastoncini di zucchero filato).

## Monumenti e luoghi d'interesse
- Il monumento più famoso è la Gonbad-e Hayaquq-Nabi, il mausoleo di Abacuc[3], dell'era selgiuchide (III secolo), uno dei dodici profeti minori, figlio di Yashualvit e Shonamit, vissuto tra il 700 e il 650 a.C. e  contemporaneo dei profeti Daniele e Elia.

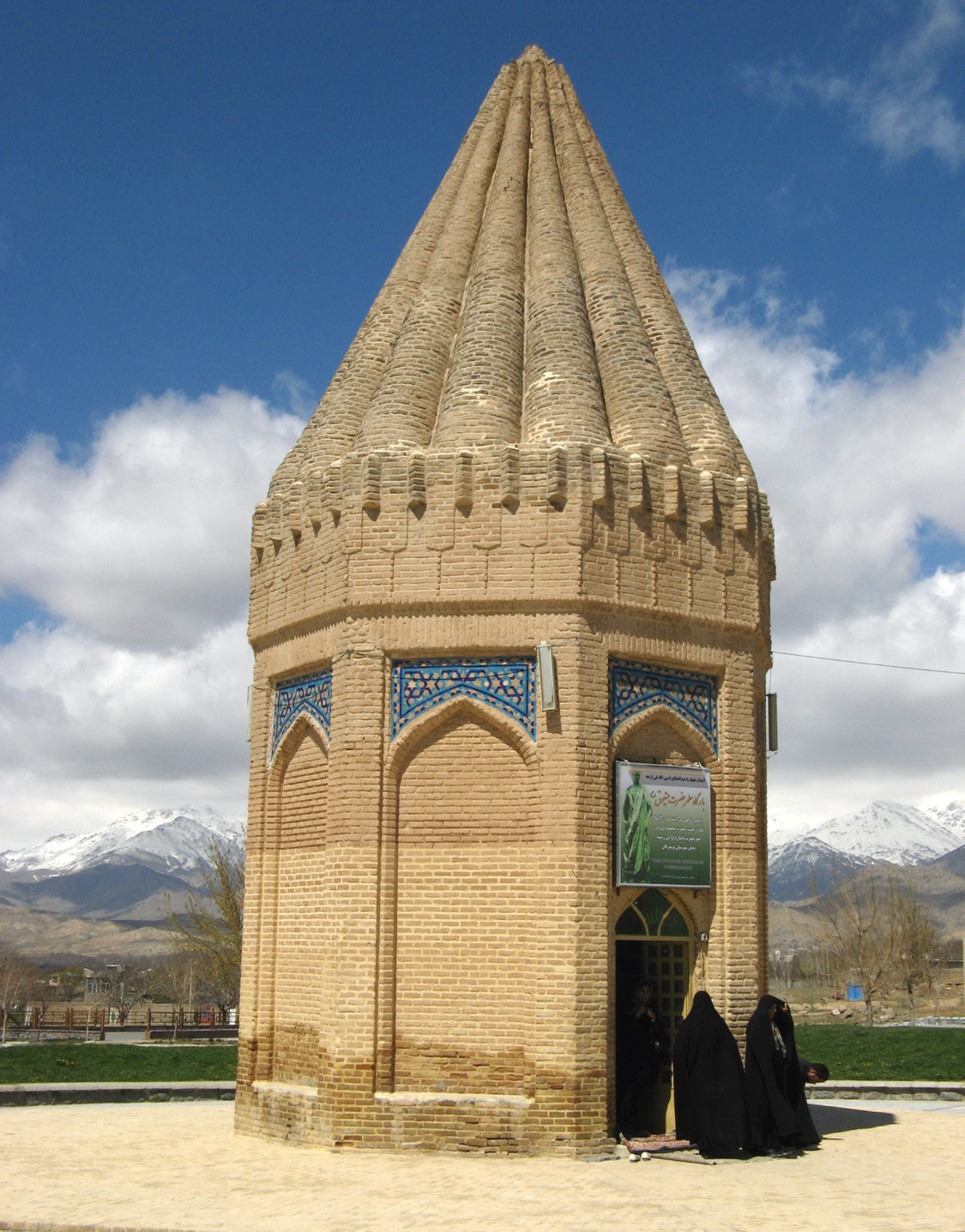
Il mausoleo di Abacuc

- Il mausoleo di Mir Razi-ed-Din-e-Artimani[4] (il cui nome era Seyyed Mohammad) famoso poeta e gnostico durante il regno dello shah Abbas Safavi. Nato nella seconda metà del XVI secolo nel villaggio di Artiman, studiò scienze teologiche ad Hamadan, si trasferì ad Esfahan nel 1587 e visse alla corte dello shah Abbas I. Tornato a Tuyserkan fondò un centro gnostico, morì nel 1625 e fu sepolto dove ora sorge questo mausoleo sulla cima di una collina.

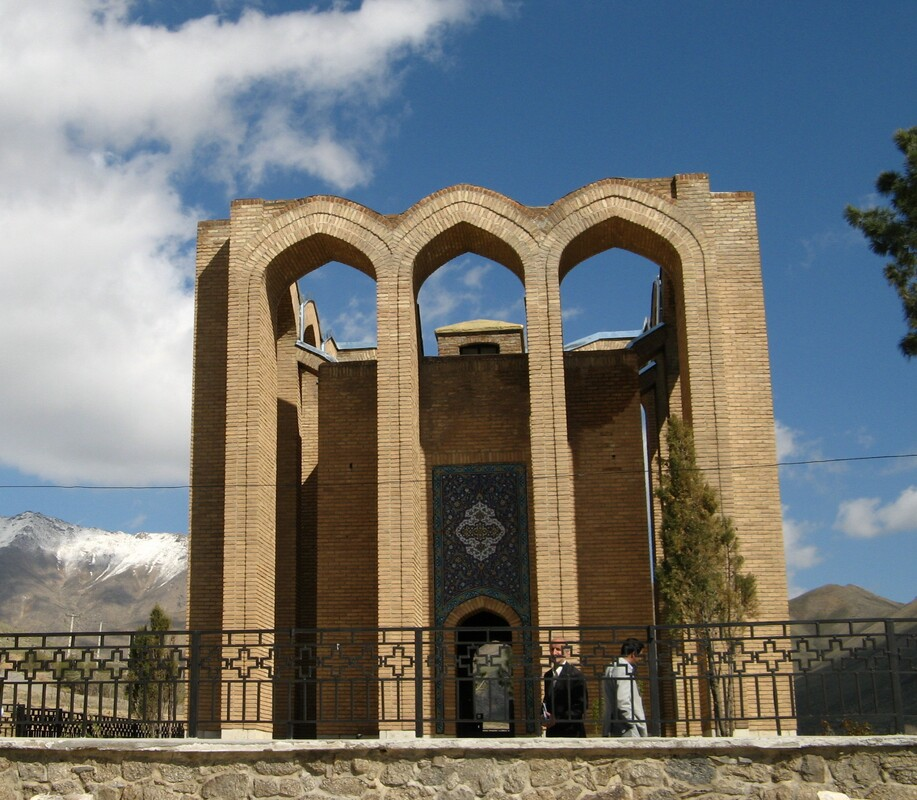
Il mausoleo di Mir Razi

- La scuola teologica (del 1670), costruita dallo sceicco Ali Khan su ordine dello Shāh Sulaymān I della dinastia safavide.

- Il bazar coperto (sempre del periodo safavide), che ha 350 anni.

- Accanto alla moschea del venerdì (Jame' Mosque) c'è un albero di 2000 anni, sacro per gli abitanti e simbolo di spiritualità[5].